# Liste des cathédrales de Bahia
Cet article recense les cathédrales de Bahia au Brésil.

## Généralités
Du point de vue de l'Église catholique, l'État de Bahia est administré par trois archidiocèses et vingt diocèses : on y compte vingt-trois cathédrales, une cocathédrale et une pro-cathédrale.

## Liste

### Cathédrales
| Édifice                          | Ville                       | Diocèse                            | Notes                                                                                      | Coordonnées                        | Illus. |
| -------------------------------- | --------------------------- | ---------------------------------- | ------------------------------------------------------------------------------------------ | ---------------------------------- | ------ |
| Saint-Antoine (id)               | Alagoinhas                  | Alagoinhas (pt)                    |                                                                                            | 12° 08′ 19″ sud, 38° 25′ 32″ ouest |        |
| Notre-Dame-du-Bon-Conseil (id)   | Amargosa                    | Amargosa (pt)                      |                                                                                            | 13° 01′ 57″ sud, 39° 36′ 13″ ouest |        |
| Saint-François-d'Assise (id)     | Barra                       | Barra                              |                                                                                            | 11° 05′ 29″ sud, 43° 08′ 22″ ouest |        |
| Saint-Jean-Baptiste (id)         | Barreiras                   | Barreiras                          |                                                                                            | 12° 08′ 54″ sud, 44° 59′ 58″ ouest |        |
| Notre-Dame-des-Carmes (id)       | Bom Jesus da Lapa           | Bom Jesus da Lapa (pt)             |                                                                                            | 13° 15′ 06″ sud, 43° 24′ 37″ ouest |        |
| Sainte-Anne (pt)                 | Caetité                     | Caetité (pt)                       |                                                                                            | 14° 04′ 09″ sud, 42° 29′ 07″ ouest |        |
| Saint-Thomas-de-Cantorbéry (id)  | Camaçari                    | Camaçari (pt)                      |                                                                                            | 12° 42′ 02″ sud, 38° 19′ 29″ ouest |        |
| Notre-Dame-du-Bon-Secours        | Cruz das Almas              | Cruz das Almas (pt)                |                                                                                            | 12° 40′ 24″ sud, 39° 06′ 03″ ouest |        |
| Notre-Dame-Auxiliatrice (id)     | Eunápolis                   | Eunápolis (pt)                     |                                                                                            | 16° 22′ 37″ sud, 39° 35′ 10″ ouest |        |
| Sainte-Anne (pt)                 | Feira de Santana            | Feira de Santana                   |                                                                                            | 12° 15′ 35″ sud, 38° 58′ 06″ ouest |        |
| Saint-Sébastien (en)             | Ilhéus                      | Ilhéus (pt)                        |                                                                                            | 14° 47′ 57″ sud, 39° 01′ 57″ ouest |        |
| Bon-Pasteur (id)                 | Irecê                       | Irecê                              |                                                                                            | 11° 18′ 13″ sud, 41° 51′ 26″ ouest |        |
| Saint-Joseph (id)                | Itabuna                     | Itabuna (pt)                       |                                                                                            | 14° 47′ 29″ sud, 39° 16′ 40″ ouest |        |
| Saint-Antoine-de-Padoue (id)     | Jequié                      | Jequié (pt)                        |                                                                                            | 13° 51′ 26″ sud, 40° 05′ 01″ ouest |        |
| Notre-Dame-des-Grottes (id)      | Juazeiro                    | Juazeiro                           |                                                                                            | 9° 24′ 44″ sud, 40° 29′ 57″ ouest  |        |
| Notre-Dame-de-la-Délivrance (id) | Livramento de Nossa Senhora | Livramento de Nossa Senhora (pt)   |                                                                                            | 13° 39′ 00″ sud, 41° 50′ 28″ ouest |        |
| Notre-Dame-de-Fátima (id)        | Paulo Afonso                | Paulo Afonso                       |                                                                                            | 9° 24′ 26″ sud, 38° 12′ 54″ ouest  |        |
| Saint-Antoine (id)               | Ruy Barbosa                 | Ruy Barbosa                        |                                                                                            | 12° 17′ 18″ sud, 40° 29′ 38″ ouest |        |
| Saint-Sauveur (pt)               | Salvador                    | Saint Salvador de Bahia            | Basilique mineure, inscrite au patrimoine mondial (centre historique de Salvador de Bahia) | 12° 58′ 22″ sud, 38° 30′ 37″ ouest |        |
| Seigneur-de-Bonne-Fin            | Senhor do Bonfim            | Bonfim                             |                                                                                            | 10° 27′ 35″ sud, 40° 11′ 13″ ouest |        |
| Saint-Anne (id)                  | Serrinha                    | Serrinha                           |                                                                                            | 11° 39′ 33″ sud, 39° 00′ 19″ ouest |        |
| Saint-Pierre (id)                | Teixeira de Freitas         | Teixeira de Freitas–Caravelas (pt) |                                                                                            | 17° 32′ 01″ sud, 39° 44′ 27″ ouest |        |
| Notre-Dame-des-Victoires (pt)    | Vitória da Conquista        | Vitória da Conquista               |                                                                                            | 14° 50′ 59″ sud, 40° 50′ 16″ ouest |        |

### Cocathédrale
| Édifice            | Ville     | Diocèse                            | Coordonnées                        | Illus. |
| ------------------ | --------- | ---------------------------------- | ---------------------------------- | ------ |
| Saint-Antoine (id) | Caravelas | Teixeira de Freitas–Caravelas (pt) | 17° 44′ 00″ sud, 39° 16′ 00″ ouest |        |

### Pro-cathédrale
| Édifice        | Ville             | Diocèse                | Notes | Coordonnées                        | Illus. |
| -------------- | ----------------- | ---------------------- | --- | ---------------------------------- | ------ |
| Bon-Jésus (pt) | Bom Jesus da Lapa | Bom Jesus da Lapa (pt) | Le siège de l'évêché est situé dans le sanctuaire du Bon-Jésus, dans l'attente de la fin de la construction de la cathédrale. | 13° 15′ 33″ sud, 43° 25′ 19″ ouest |        |